# Fase-transfer-katalysator
Een fase-transfer-katalysator, vaak afgekort tot PTC (uit het Engels: Phase-transfer catalyst), is in de chemie een katalysator die de migratie van reactanten van de ene fase naar de andere in een heterogeen systeem mogelijk maakt waardoor een chemische reactie kan optreden. Ionogene reagentia zijn vaak goed oplosbaar in de waterige fase maar onoplosbaar in de organische fase, tenzij een fase-transfer-katalysator aanwezig is. Fase-transfer-katalyse verwijst naar de versnelling van de reactie door de fase-transfer-katalysator.
Voor anionen is de fase-transfer-katalysator vaak een quaternair ammoniumzout. De overeenkomstige katalysatoren voor kationen zijn vaak kroonethers. Een PTC werkt door het ion "in te pakken". Het PTC-ion heeft een hydrofobe buitenkant en een hydrofiele binnenzijde.

## Voorbeeld
De nucleofiele alifatische substitutiereactie van 1-broomoctaan met een waterige natriumcyanide-oplossing zal niet snel verlopen omdat het broomoctaan niet oplost in de waterlaag en het cyanide niet in het broom. De twee reagentia "komen elkaar niet tegen". Door toevoeging van ene kleine hoeveelheid van een fosfoniumzout zoals hexadecyltributylfosfoniumbromide, kunnen cyanide-ionen overgebracht worden van de waterige naar de organische fase (broomactaan + een oplosmiddel). Met PTC wordt nonaannitril (1-cyanooctaan) onder reflux in 90 minuten kwantitatief gevormd.
C8H17Br(org) + NaCN(aq) → C8H17CN(org) + NaBr(aq) (gekatalyseerd door een R4P+Cl− PTC)
Later toonden Herriott en Picker aan dat veel van die reacties bij kamertemperatuur uitgevoerd kunnen worden door katalysatoren zoals tetra-n-butylammoniumbromide of methyltrioctylammoniumchloride in benzeen/water systemen te gebruiken.
Door gebruik te maken van PTC worden snellere reacties gerealiseerd met een hogere omzetting of opbrengst, minder bijproducten, zonder noodzaak van (vaak gevaarlijke) of dure oplosmiddelen waar alle reactiën in oplossen en minder afval(problemen). PTC heeft vooral in de hoek van de groene chemie de aandacht, omdat water als oplosmiddel gebruikt kan worden en het gebruik van organische oplosmiddelen minder wordt.
Hoewel de PTC oorspronkelijk voor twee-vloeistof-systemen ontwikkeld zijn, blijft hun toepassing daar niet toe beperkt. PTC wordt soms ook toegepast bij reacties op het grensvlak van vaste stof/vloeistof of vloeistof/gas. Wel blijft gelden dat een van de reactanten door de PTC van de ene fase naar de andere fase gebracht wordt. De tweede reactant is daar aanwezig zodat de reactie daar plaats kan vinden.